# 9544 Скоттбірні
9544 Скоттбірні (9544 Scottbirney) — астероїд головного поясу, відкритий 1 березня 1984 року.
Тіссеранів параметр щодо Юпітера — 3,183.